# Coralie Demay
Coralie Demay   (Nogent-sur-Marne, 10 d'octubre de 1992) és una ciclista francesa, professional des del 2016 i actualment a l'equip FDJ-Suez. S'ha especialitzat en la pista. Ha participat en els Jocs Olímpics de Tòquio 2020.

## Palmarès en carretera
- 2019
  - Vencedora de La Périgord Ladies
- 2022
  - Vencedora d'una etapa al Tour de l'Ardecha

### Resultats a les Grans Voltes

#### Tour de França
- 2022: 24a posició
- 2023: 27a posició
- 2024: 84a posició

#### Volta a Espanya
- 2023: 31a posició
- 2024: 73a posició

## Palmarès en pista
- 2012
  -  Campiona de França en persecució per equips
- 2013
  -  Campiona de França en puntuació
- 2016
  -  Campiona de França en persecució per equips
- 2017
  -  Campiona de França en puntuació
  -  Campiona de França en persecució
  -  Campiona de França en òmnium
  -  Campiona de França en persecució per equips
  -  Campiona de França en scratch
- 2018
  -  Campiona de França en persecució
  -  Campiona de França en òmnium
  -  Campiona de França en scratch
- 2019
  -  Campiona de França en persecució
  -  Campiona de França en americana